# Allodia simplex
Allodia simplex är en tvåvingeart som beskrevs av Zaitzev 1983. I den svenska databasen Dyntaxa används istället namnet Allodia confusa. Allodia simplex ingår i släktet Allodia och familjen svampmyggor. Arten är reproducerande i Sverige. Inga underarter finns listade i Catalogue of Life.